# الشرف (القفر)

تعديل مصدري - تعديل

الشرف محلة تابعة لقرية قيدان، التابعة لعزلة بني سيف السافل بمديرية القفر إحدى مديريات محافظة إب في الجمهورية اليمنية، بلغ تعداد سكانها 79 حسب تعداد اليمن لعام 2004.